# Goszyce (Kłodzko)
Goszyce – zniesiona część miasta Kłodzko w Polsce, położona w województwie dolnośląskim, w powiecie kłodzkim.
W latach 1975–1998 miejscowość administracyjnie należała do województwa wałbrzyskiego.
Jako część miasta funkcjonowała do 2023 r.